# Sagramor de Scuvero Brandão
Sagramor de Scuvero Brandão, conocida también como Sagramor de Scuvero  Martins (São Paulo, 30 de septiembre de 1921 - Rio de Janeiro, 9 de octubre de 1995) fue una locutora de radio, actriz y política brasileña, esposa del compositor Miguel Gustavo, con quien tuvo dos hijas.

## Biografía
Nacida en São Paulo en 1921, comenzó como locutora de radio en su ciudad natal;
Luego de su matrimonio con el compositor Miguel Gustavo, se mudó a Río de Janeiro y continuó trabajando en la radio. Trabajó en Rádio Globo, Rádio Bandeirantes y Rádio Mayrink Veiga. De 1948 a 1956 fue concejal de Río de Janeiro, elegida en las listas del Partido Laborista Brasileño y la primera mujer en integrar el ayuntamiento de Río. También trabajó en publicaciones para mujeres y niños;
Murió de cáncer en 1995 en Río de Janeiro.

## Publicaciones
- Na casa do sonho - Editora Anchieta - 1941
- Eu quero ficar homem - Editora do Brasil

## Emisiones en Rádio Globo
- 1945: Programa Feminino
- 1945: Marcha Nupcial
- 1946–1952: O Mundo Não Vale O Seu Lar